# Буллон
Буллон (Баллан; англ. Bullaun; ирл. An Ballán, Ан-Баллан) — деревня в Ирландии, находится в графстве Голуэй (провинция Коннахт) у региональной дороги R350.